# كارل غران
كارل غران (بالفنلندية: Carl Grahn)‏ هو لاعب هوكي الجليد فنلندي، ولد في 8 يناير 1981 في كوفولا في فنلندا.

## وصلات خارجية
- كارل غران على موقع دوري الهوكي الوطني (الإنجليزية)
- كارل غران على موقع EliteProspects.com (الإنجليزية)
- كارل غران على موقع Eurohockey.com (الإنجليزية)
- كارل غران على موقع HockeyDB.com (الإنجليزية)